# Gauntlgrym
A Gauntlgrym R. A. Salvatore 2010-ben megjelent az könyve, melyben felbukkan a hírhedt, jószívű drow (sötét elf), Drizzt Do'Urden és barátja, a törpekirály Bruenor.
|  | Alább a cselekmény részletei következnek! |

Bruenor, a legendás törpe királyságba tart, Gauntlgrymbe a romokhoz. Keresése közben Drizzt Do'Urden-nel találkozik, aki csatlakozik a törpe küldetéséhez és segítséget nyújt régi barátjának. Ősi kincsek és misztikus tanok lapulnak a mélyben, melyek csakis az elszánt kalandorokra várnak. Egy másik páros is a kincsek után kutat, Jarlaxle, a hírhedt Menzoberranzani Bergan D'aerthe zsoldos céh feje és Athrogate. Ők lelnek rá először az értékes leletre, de akaratukon kívül olyan katasztrófát indítanak láncreakcióba, ami veszélyezteti Neverwinter (Magyarosítva, Soha-Tél) városának lakóit. Még a ravasz zsoldosnak (Jarlaxle) is sikerül belátnia, hogy nem képes egyedül megállítania a veszélyes folyamatot, ezért segítségre lesz szüksége.
|  | Itt a vége a cselekmény részletezésének! |

## Magyarul
- Gauntlgrym. Neverwinter I.; ford. Antoni Rita; Delta Vision, Bp., 2011